# هلگا و فلورا
هلگا و فلورا (به اسپانیایی: Helga y Flora) نام یک سریال تلویزیونی پرطرفدار در شیلی است. که از ۲۵ آوریل ۲۰۲۰ پخش آن آغاز شد و پس از نمایش ۱۰ قسمت (اپیزود) در ۱ فصل ،۲۷ ژوئن سال ۲۰۲۰ پایان یافت.